# Mordellistena divisa
Mordellistena divisa är en skalbaggsart som beskrevs av Leconte 1859. Mordellistena divisa ingår i släktet Mordellistena och familjen tornbaggar. Inga underarter finns listade i Catalogue of Life.